# Pierre Goetsbloets
Pierre Antoine Joseph Goetsbloets (Antwerpen, 5 maart 1765 – Sint-Niklaas, 3 februari 1816) was een Antwerpse edelman en kroniekschrijver.

## Levensloop
Pierre Goetsbloets liep school aan het Antwerpse augustijnencollege, maar voltooide zijn opleiding niet. Hij verkreeg het muntmeesterschap bij de dood van zijn vader in 1775. In 1782 werd de Brabantse Munt opgeheven door keizer Jozef II. Dankzij zijn geërfd fortuin hoefde Goetsbloets niet te werken. 
In 1786 trouwde Goetsbloets met Henriëtte de Wael, die net als hij behoorde tot de Antwerpse aristocratie. Het koppel betrok een woning aan de Sint-Jacobsmarkt. Vier van hun zes kinderen bereikten de volwassen leeftijd.
In 1798 vroeg Goetsbloets de scheiding aan, die werd uitgesproken op 25 mei 1799. Dat gebeurde in Brussel, waar hij in de tussentijd was gaan wonen. Over Goetsbloets’ leven na die datum is weinig bekend. Henriëtte de Wael overleed in Antwerpen op 9 april 1803.
Pierre Goetsbloets stierf in Sint-Niklaas op 3 februari 1816. De Antwerpse tak van de familie doofde uit met de dood van zijn zoon Jean-Baptiste Goetsbloets in 1871.

## Kroniek
Pierre Goetsbloets is bekend geworden als auteur van een handgeschreven kroniek met de titel Tydsgebeurtenissen  (sinds 1892 in de Koninklijke Bibliotheek van België). In tien dikke volumes beschreef hij de gebeurtenissen in Antwerpen onder Frans bewind tussen 1794 en 1797. Goetsbloets leverde harde kritiek op de Franse Revolutie en op het Frans beleid in de bezette Zuidelijke Nederlanden. Als edelman en overtuigd katholiek was hij een uitgesproken aanhanger van het ancien régime.
De kroniek is belangrijk vanwege de bijna driehonderd aquarellen waarmee Goetsbloets de beschreven gebeurtenissen illustreerde. De aquarellen vormen een unieke visuele bron voor de geschiedenis van de Franse periode in België en worden om die reden regelmatig gebruikt in historische publicaties.

## Familie
De familie Goetsbloets was afkomstig uit Hasselt en telde veel muntslagers en edelsmeden.
Jan Goetsbloets, Pierre Goetsbloets’ overgrootvader, was erfachtig muntmeester bij de Brabantse Munt in Antwerpen. Diens zoon, Petrus Goetsbloets, werd in 1744 postuum opgenomen in de adelstand door keizerin Maria Theresia.
De geadelde tak behoorde tot de maatschappelijke elite in Antwerpen.
- Jan Goetsbloets (1642-1702) x Anna Maria de Licht († 1716)
  - Petrus Goetsbloets (1691-1736) x Jeanne Barbe Dominique van den Bossche (1705-1761)
    - Pierre Arnold Joseph Goetsbloets (1733-1775) x Jeanne Françoise Wellens (1732-1808)
      - Pierre Antoine Joseph Goetsbloets (1765-1816) x Henriëtte Jeanne de Wael (1759-1803)
        - Johanna Goetsbloets (1786/1787-1826) x Josephus Harrewyn
        - Pierre Goetsbloets (°1788) x Sophia Catharina Van Ehrenfelt
        - Maria Goetsbloets (1789-1825) x Johannes Bordinckx
        - Jean-Baptiste Goetsbloets (1793-1871)

      - Thérèse Marie Goetsbloets (1766-1831) x Jean Baptiste Alexandre Lunden (1760-1822)
      - Joseph Marie Goetsbloets (1771-1821) x Marie Van Delft (1767-1824)